# Etbin Henrik Costa
Etbin Henrik Costa (18. října 1832 Novo mesto – 28. ledna 1875 Lublaň) byl rakouský politik slovinské národnosti, v 2. polovině 19. století poslanec Říšské rady a starosta Lublaně.

## Biografie
V roce 1848 absolvoval gymnázium v Lublani. Pak studoval práva na Univerzitě ve Štýrském Hradci, kde se kromě práv zabýval i studiem moderních dějin. V roce 1853 získal titul doktora filozofie, roku 1855 doktora práv. Původně plánoval, že se bude věnoval akademické dráze a měl již přislíbené místo pedagoga na Jagellonské univerzitě v Krakově, kde měl vyučovat dějiny práva. Nakonec se ale rozhodl pro advokacii a byl advokátem v Lublani. Publikoval též v tisku stati o dějinách Kraňska. Od roku 1856 redigoval časopis dějepisného spolku. Podílel se na vzniku jihoslovanského Sokola, roku 1871 patřil mezi zakladatele banky Slovenija.
V letech 1864–1867 působil jako starosta Lublaně. Město mu roku 1867 udělilo čestné občanství. Téhož roku ale byl z funkce starosty odvolán státními úřady kvůli srážkám mezi Sokoly a německými turnery, ke kterým ve městě došlo. V roce 1863 byl zvolen na Kraňský zemský sněm, kde zasedal do roku 1873. Zemský sněm ho roku 1870 delegoval i do Říšské rady (celostátní parlament, volený nepřímo zemskými sněmy) za kurii venkovských obcí v Kraňsku. 19. září 1870 složil slib. Opětovně byl do vídeňského parlamentu delegován roku 1871. Jeho mandát byl ale 15. února 1873 prohlášen pro absenci za zaniklý. Měl blízko k politickému směru okolo Janeze Bleiweise (tzv. Staroslovinci). Patřil mezi významné politiky tehdejší slovinské Národní strany.
Po odchodu z funkce lublaňského starosty se vrátil k advokacii. Zemřel v lednu 1875.